# Parocneria nisseni
Parocneria nisseni är en fjärilsart som beskrevs av Rothschild 1912. Parocneria nisseni ingår i släktet Parocneria och familjen tofsspinnare. Inga underarter finns listade i Catalogue of Life.